# Direcció integrada de projecte
La direcció integral de projectes, és una metodologia que permet planificar, controlar i gestionar projectes, amb la finalitat ultima de limitar el risc i acotar els elements d’incertesa.
Els projectes són activitats humanes (o conjunt d’activitats) dirigides a aconseguir un objectiu precís, segons un calendari establert. Per allò es disposa d’uns recursos específics i, habitualment limitats. Es tracta de recursos econòmics (fons disponibles o préstecs)), materials (eines, maquines, i instal·lacions) i , principalment, humans: les habilitats, coneixements i esforços contats d’un grup de persones assignats al projecte. El temps disponible per a executar el projecte, també és un recurs assignat que caldrà gestionar. Es per tot plegat que en la direcció integral de projectes es definiex les característiques, objectiu i abast amb el promotor, s'administra els recursos assignats, es gestiona els processos definits i es coordina les persones o equip de persones que hi participaran.
En aquest sentit els projectes es diferencien d'altres activitats amb que tenen un començament i un final. Cada projecte, per tant, és únic i irrepetible. No hi ha la possibilitat d’assajar. Encara que els assajos i les probes formen part de molts projectes, però assajar tot un projecte en la seva totalitat representaria el realitzar-lo de forma real i completa en tots els aspectes. Com a exemple direm que no es pot assajar uns jocs olímpics, encara que si es poden assajar algunes proves que si han de realitzar. De la mateixa forma que direm que no es pot assajar un viatge espacial, però si alguna e les fases del seu viatja.

## Els professionals
Els professionals que s'hi dediquen s'anomenen directors de projectes, que en anglès anomenen “project manager”. Aquest és el màxim responsable de portar a bon terme el projecte, per la qual cosa ha d'assumir un rol de lideratge, essent un perfil professional molt enfocat a objectius concrets i habituat a bregar amb contextos complexos. Es tracta d'un perfil professional molt demandat, podent prestar el servei com a professional lliberal o com a assalariat en plantilla.
En els darrers anys la demanda d'aquest tipus de perfil professional ha augmentat considerablement a causa, en part, de la rapidesa amb què canvien el context en què es mouen les empreses i a la necessitat de millorar l’eficiència. L'era digital també impulsa les empreses a viure una gestió del canvi gairebé contínua i això exigeix de gestors de projecte hàbils que resolguin i executin els projectes en entorns canviants i que, per tant, coneguin les eines de gestió de projectes més actuals.
Un cap de projecte, project manager o encarregat de projecte, és la persona que té la responsabilitat total del planejament i l'execució fins a l'acabament de qualsevol projecte. Aquest títol es fa servir en la indústria de la construcció, en arquitectura, en el desenvolupament de programari i en diverses ocupacions que es basen en la generació o manutenció d'un producte.

## Certificació professional
Project Management Professional (PMP) és una certificació (credencial) oferta pel Project Management Institute (PMI) Amb data 12 de juny de 2023, hi havia 1.405.093 persones certificades PMP a nivell mundial.
La credencial s'obté mitjançant la documentació de 3 o 5 anys d'experiència en gestió de projectes, completant 35 hores de formació relacionada amb la gestió de projectes, i obtenint un determinat percentatge de les preguntes a un examen escrit multi-opció.

### Altres credencials
PMP (Project Management Professional) és un dels cinc oferts per les credencials del PMI:
- CAPM Certified Associate in Project Management
- PMP Project Management Professional
- PgMP Program Management Professional
- PMI PGR PMI de Gestión de Riesgos Profesionales
- PMI SP PMI Scheduling Professional SP